# Jan Campert-Stichting

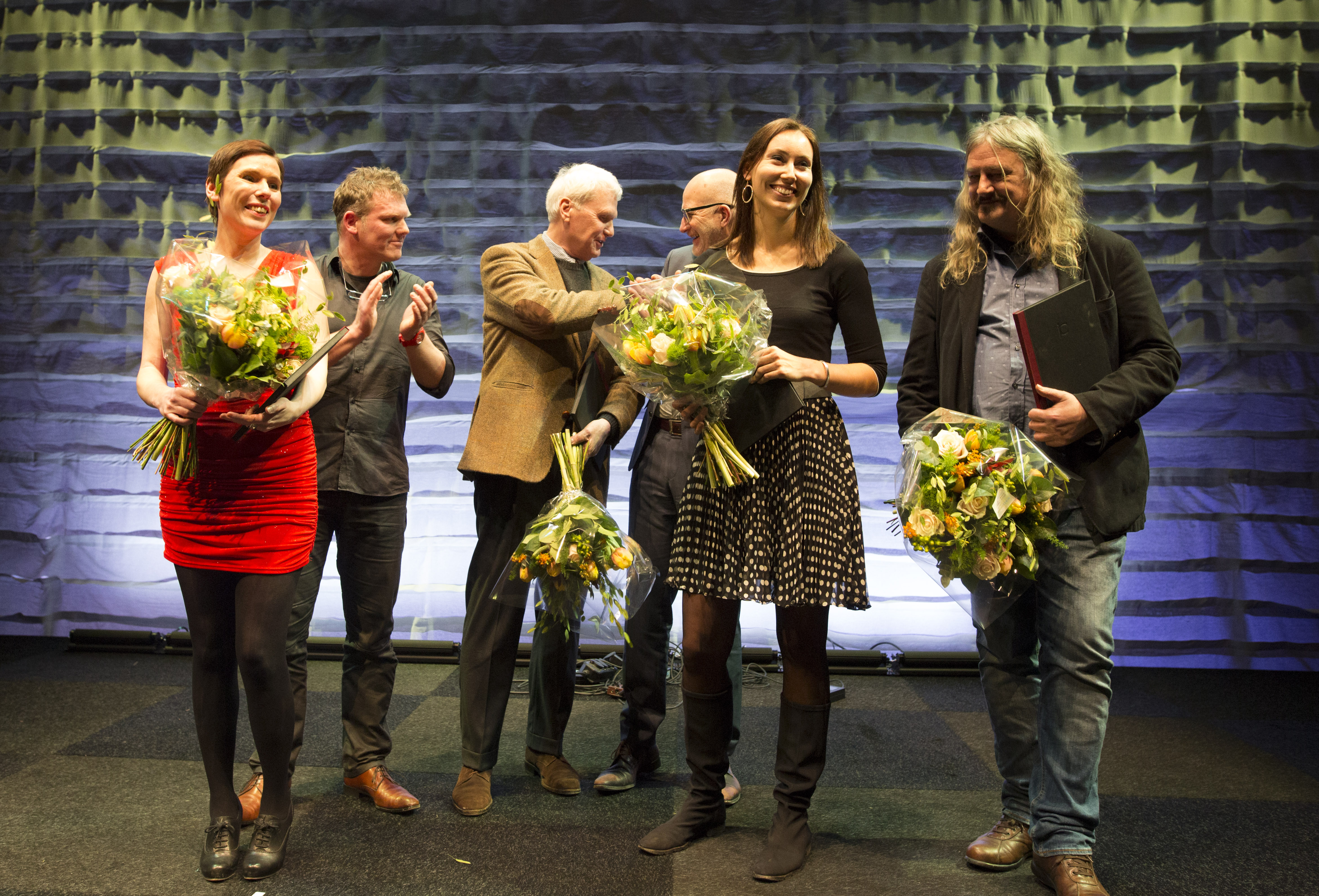
Jan Campertprijzen 2015. V.l.n.r.: Annelies Verbeke, wethouder Joris Wijsmuller, Adriaan van Dis, Aad Meinderts, Anna Woltz en Ilja Pfeijffer

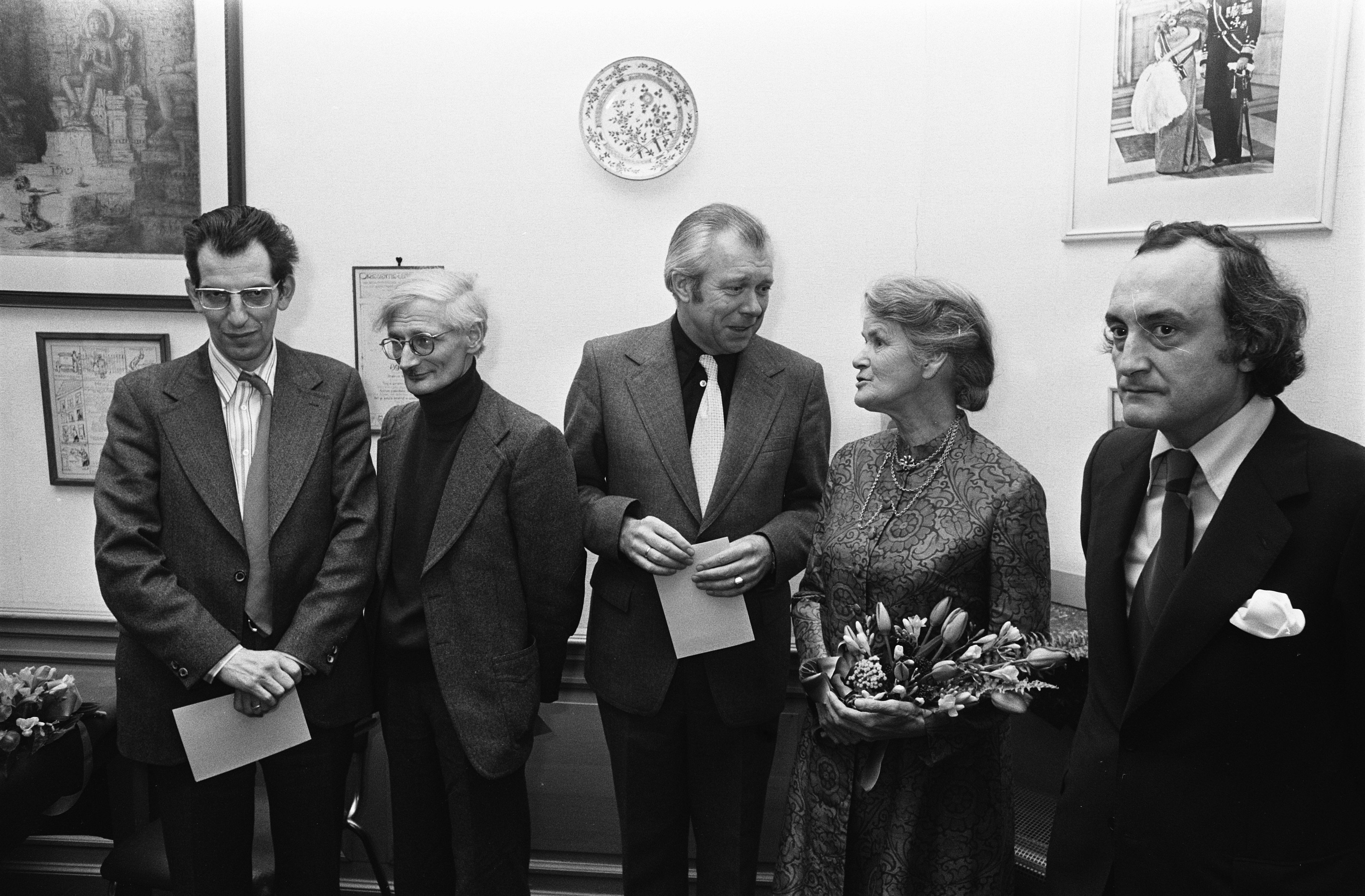
Jan Campertprijzen 1974. V.l.n.r.: Piet Buijnsters, William D. Kuik, wethouder Piet Vink, M. Vasalis en Hugues C. Pernath

De Jan Campert-Stichting is een stichting die tot doel heeft "...de bevordering van de Nederlandse letterkunde". Dit doet zij door het toekennen van literaire (geld)prijzen, en het jaarlijks organiseren van een symposium over een letterkundig onderwerp. De belangrijkste literaire prijs die de stichting uitreikt is de Constantijn Huygens-prijs.
De stichting reikt de volgende prijzen uit:
- Constantijn Huygens-prijs: Een jaarlijkse oeuvreprijs die ingesteld is op 20 januari 1948, en met terugwerkende kracht vanaf 1947 is toegekend.
- Jan Campert-prijs: Een jaarlijkse poëzieprijs bestemd voor dichters of essayisten, aanvankelijk bestemd voor personen jonger dan dertig jaar. Met het eerste laureaat werd de voorwaarde gesteld dat diegene een onderscheidende houding in het verzet moet hebben gehad. In de beginjaren kon ook ongepubliceerd werk ingezonden worden, maar de prijs werd al spoedig voor in het afgelopen jaar gepubliceerde poëzie gereserveerd.
- F. Bordewijk-prijs: Een jaarlijkse prozaprijs die ingesteld is op 20 januari 1948 en tot 1978 de Vijverberg-prijs genoemd werd. Aanvankelijk was ze bestemd voor (ongepubliceerde) romans die zich ten dele in Den Haag moesten afspelen, maar deze voorwaarde verviel al snel. De Vijverberg-prijs werd incidentieel ook aan toneelwerk toegekend. Vanaf 1956 werd de prijs toegekend aan proza dat in het voorafgaande jaar is verschenen.
- J. Greshoff-prijs: Een tweejaarlijkse essayprijs die in 1978 ingesteld is. Deze prijs was de voortzetting van de bijzondere prijs die onregelmatig werd toegekend. Deze bijzondere prijs was bestemd als bekroning van essayistisch werk of vanwege bijzondere verdiensten voor de Nederlandse letterkunde en werd in 1951 ingesteld.
- G.H. 's-Gravesande-prijs: Een onregelmatig toegekende prijs voor bijzondere literaire verdiensten. Tussen 1990 en 2014 werd ze driejaarlijks uitgereikt. In 1978 werd ze ingesteld en was de voortzetting van de bijzondere prijs die onregelmatig werd toegekend. Deze bijzondere prijs was bestemd als bekroning van essayistisch werk of vanwege bijzondere verdiensten voor de Nederlandse letterkunde en werd in 1951 ingesteld. In 2016 besloot de Gemeente Den Haag om de G.H. 's-Gravesande-prijs niet meer toe te kennen.
- Nienke van Hichtum-prijs: Een tweejaarlijkse prijs ter bekroning van jeugdboeken en werd in 1964 ingesteld. Aanvankelijk werd ze onregelmatig uitgereikt, maar sinds 1973 tweejaarlijks.
- Extra prijs: Een onregelmatig toegekende prijs voor de bekroning van bijzondere gebeurtenissen die ingesteld werd in 1952. Deze prijs werd in de periode 1952-1957 regelmatig uitgereikt en daarnaast ook in 1982.
- Bijzondere prijs: Een prijs voor de bekroning van essayistisch werk of voor bijzondere verdiensten voor de Nederlandse letterkunde. In 1978 werd deze prijs opgesplitst in de J. Greshoff-prijs (voor essayistiek) en de G.H. 's-Gravesande-prijs (voor letterkundige verdienste).